# Uriel Górka
Uriel Górka herbu Łodzia (ur. ok. 1435 – zm. 21 stycznia 1498 w Karlowych Warach) – biskup poznański w 1479 roku, kanclerz koronny w latach 1473–1479, scholastyk łęczycki w 1477 roku, kanonik krakowski w 1477 roku, kanonik włocławski w 1470 roku, prepozyt gnieźnieński w latach 1468–1479, prepozyt poznański w 1454 roku, kanonik gnieźnieńskiej kapituły katedralnej od 1453 roku, kanonik poznański w latach 1449–1465, kustosz łęczycki w 1449 roku, starosta Drahimia przed 1493 rokiem, starosta Pobiedzisk w latach 1475–1498, starosta Wałcza w latach 1493-(1498).

## Życiorys
Syn Łukasza (I) Górki i Katarzyny Szamotulskiej. Już jako dziecko został przeznaczony do stanu duchownego. Pomimo słabego zdrowia do 1453 studiował na Akademii Krakowskiej, a następnie we Włoszech i Niemczech, aby ponownie podjąć studia w Bolonii (w 1463). Ojciec postarał się dla niego o liczne prebendy kościelne: w 1449 został kanonikiem poznańskim, w 1453 gnieźnieńskim i łęczyckim, w 1467 płockim, sandomierskim i krakowskim. W 1454 otrzymał prepozyturę poznańską, a w 1468 gnieźnieńską. Taka kumulacja godności w ręku jednej osoby wymagała specjalnego zezwolenia Kurii Rzymskiej.
W 1473 dzięki poparciu ojca otrzymał kanclerstwo koronne, pomimo że dotychczas nie pracował w królewskiej kancelarii. W 1478 przebywał w Rzymie jako poseł królewski. Podczas tego pobytu uzyskał od papieża urząd kolektora opłat papieskich na archidiecezję gnieźnieńską, który sprawował prawdopodobnie do 1486. W tym okresie nawiązał liczne stosunki z domami bankierskimi Europy Zachodniej, a zwłaszcza norymberskimi, oraz mieszczaństwem polskim i włoskim w polskich miastach. W latach 1473–1474 był administratorem archidiecezji gnieźnieńskiej i sprawując tę funkcję na żądanie króla zwołał do Łęczycy synod prowincjonalny, który ustalił powinności płatnicze kleru wobec państwa.
Po śmierci w 1479 Andrzeja Bnińskiego objął obiecane mu biskupstwo poznańskie, rezygnując jednocześnie z urzędu kanclerza koronnego. Okres jego urzędowania na tronie biskupim w Poznaniu jest słabo udokumentowany, wiadomo jednak, że sprawował mecenat nad artystami. Sprowadził również płyty z zakładu Vischera na groby swój i ojca. Zamówił też serwis w zakładzie Albrechta Dürera.
Był świadkiem wydania przywileju piotrkowskiego w 1496 roku.
W swoich dobrach próbował hodowli winorośli. Jego jedynym spadkobiercą był bratanek, Łukasz II Górka. Zmarł podczas pobytu kuracyjnego w Karlovych Varach w dniu 21 stycznia 1498.